# Team Deutsche Telekom/1995
Deze pagina geeft een overzicht van de wielerploeg Team Deutsche Telekom in 1995.

## Algemeen
Sponsors: Deutsche Telekom (Telefonieaanbieder)
Ploegleiders: Walter Godefroot, Jules De Wever, Rudy Pevenage, Frans Van Looy
Fietsen: Edyy Merckx

## Renners
| Naam                | Geboortedatum | Nationaliteit | Ploeg 1994            |
| ------------------- | ------------- | ------------- | --------------------- |
| Rolf Aldag          | 25-08-1968    | Duitsland     |                       |
| Gerd Audehm         | 14-08-1968    | Duitsland     |                       |
| Udo Bölts           | 10-08-1966    | Duitsland     |                       |
| Bert Dietz          | 02-09-1969    | Duitsland     |                       |
| Bernd Gröne         | 19-02-1963    | Duitsland     |                       |
| Christian Henn      | 11-03-1964    | Duitsland     |                       |
| Jens Heppner        | 23-12-1964    | Duitsland     |                       |
| Brian Holm          | 02-10-1962    | Denemarken    |                       |
| Kai Hundertmarck    | 25-04-1969    | Duitsland     | Motorola              |
| Mario Kummer        | 06-04-1962    | Duitsland     |                       |
| Olaf Ludwig         | 13-04-1960    | Duitsland     |                       |
| Vladimir Poelnikov  | 06-07-1965    | Oekraïne      | Carrera Jeans-Tassoni |
| Uwe Raab            | 26-07-1962    | Duitsland     |                       |
| Heinrich Trumheller | 01-07-1975    | Duitsland     | Castorama             |
| Jan Ullrich         | 02-12-1973    | Duitsland     |                       |
| Jürgen Werner       | 20-07-1970    | Duitsland     |                       |
| Steffen Wesemann    | 11-03-1971    | Duitsland     |                       |
| Erik Zabel          | 07-07-1970    | Duitsland     |                       |

## Belangrijke overwinningen
| Zesdaagse van Dortmund Rolf Aldag Zesdaagse van München Erik Zabel Tirreno-Adriatico 1e etappe: Erik Zabel Veenendaal-Veenendaal Olaf Ludwig Duits kampioenschap op de weg Wegrit: Udo Bölts Tijdrit: Jan Ullrich Ronde van Zwitserland 3e etappe: Erik Zabel 4e etappe: Erik Zabel Ronde van Frankrijk 6e etappe: Erik Zabel 17e etappe: Erik Zabel Ronde van de Limousin 3e etappe: Rolf Aldag Ronde van Spanje 12e etappe: Bert Dietz 13e etappe: Christian Henn |

1989 · 1990 · 1991 · 1992 · 1993 · 1994 · 1995 · 1996 · 1997 · 1998 · 1999 · 2000 · 2001 · 2002 · 2003 · 2004 · 2005 · 2006 · 2007 · 2008 · 2009 · 2010 · 2011